# Финска на Европском првенству у атлетици у дворани 2017.
Финска је учествовала на 34. Европском првенству у дворани 2017 одржаном у Београду, Србија, од 3. до 5. марта. Ово је било тридесет четврто Европско првенство у дворани на којем је Финска учествовала, односно учествовала је на свим првенствима одржаним до данас.
Репрезентацију Финске представљало је 11 спортиста (4 мушкарца и 7 жена) који су се такмичили у 9. дисциплина (4 мушке и 5 женске).
На овом првенству представници Финске нису освојили ниједну медаљу. У табели успешности према броју и пласману такмичара који су учествовали у финалним такмичењима (првих 8 такмичара) Финска је са 4 финалиста заузела 28. место са 6 бодова.
| Пл. | Земља  | 1. место | 2. место | 3. место | 4. место | 5. место | 6. место | 7. место | 8. место | Бр. фин. Бод. |
| --- | ------ | -------- | -------- | -------- | -------- | -------- | -------- | -------- | -------- | ------------- |
| 24. | Финска | –        | –        | –        | –        | -        | 1 - 2,50 | 1 – 2    | 2 - 1,50 | 4 - 6         |

## Учесници
| Мушкарци: - Ету Рантала — 60 м - Елмо Лака — 60 м препоне - Симо Липсанен — Троскок - Арту Кангас — Бацање кугле | Жене: - Анина Кортетма — 60 м - Лота Харала — 60 м препоне - Рета Хурске — 60 м препоне - Линда Сандблом — Скок увис - Вилма Мурто — Скок мотком - Мина Никанен — Скок мотком - Кристина Мекеле — Скок удаљ |  |

## Резултати

### Мушкарци
| Атлетичар     | Дисциплина   | Лични рекорд | Квалификације | Квалификације | Полуфинале           | Полуфинале           | Финале               | Финале        | Детаљи |
| Атлетичар     | Дисциплина   | Лични рекорд | Резултат      | Место         | Резултат             | Место                | Резултат             | Место         | Детаљи |
| ------------- | ------------ | ------------ | ------------- | ------------- | -------------------- | -------------------- | -------------------- | ------------- | ------ |
| Ету Рантала   | 60 м         | 6,70         | 6,73 кв       | 5. у гр 2     | 6,75                 | 6. у гр. 1           | Није се квалификовао | 13 / 26       |        |
| Елмо Лака     | 60 м препоне | 7,76         | 7,78          | 7. у гр 2     | Није се квалификовао | Није се квалификовао | Није се квалификовао | =14 / 20 (24) |        |
| Симо Липсанен | Троскок      | 16,76 НР     | 16,69 КВ      |               |                      | 9.                   | 16,84 НР, ЛР         | 7 / 18        |        |
| Арту Кангас   | бацање кугле | 20,18        | 19,42         | 17.           | Није се квалификовао | 17 / 23              |                      |               |        |

### Жене
| Атлетичарка     | Дисциплина   | Лични рекорд | Квалификације    | Квалификације    | Полуфинале            | Полуфинале            | Финале                | Финале                | Детаљи |
| Атлетичарка     | Дисциплина   | Лични рекорд | Резултат         | Место            | Резултат              | Место                 | Резултат              | Место                 | Детаљи |
| --------------- | ------------ | ------------ | ---------------- | ---------------- | --------------------- | --------------------- | --------------------- | --------------------- | ------ |
| Анина Кортетма  | 60 м         | 7,36         | 7,39 КВ          | 2. у гр. 2       | 7,41                  | 5. у гр. 3            | Нису се квалификовале | 16 / 37 (38)          |        |
| Лота Харала     | 60 м препоне | 8,18         | 8,20 кв          | 5. у гр. 4       | 8,30                  | 8. у гр. 1            | Нису се квалификовале | 14 / 22 (27)          |        |
| Рета Хурске     | 60 м препоне | 8,17         | Дисквалификована | Дисквалификована | Није се квалификовала | Није се квалификовала | Није се квалификовала | Није се квалификовала |        |
| Линда Сандблом  | Скок увис    | 1,91 НР      | 1,86             | 9.               |                       |                       | Није се квалификовала | =9 /21                |        |
| Мина Никанен    | Скок мотком  | 4,61         |                  |                  |                       |                       | 4,55                  | =6 / 13               |        |
| Вилма Мурто     | Скок мотком  | 4,71 НР      | 4,40             | 8 / 13           |                       |                       |                       |                       |        |
| Кристина Мекеле | Троскок      | 14,20 НР     | 14,18 КВ ЛРС     | 4.               | 13,73                 | 8 /22 (23)            |                       |                       |        |